# Gländbach
Der Gländbach ist ein 1,3 Kilometer langer rechter Zufluss des Talbachs auf dem Gemeindegebiet von Thalheim im Schweizer Kanton Aargau.

## Geographie

### Verlauf
Der Gländbach entspringt beim Hof Berg auf 599 m ü. M..
Er fliesst vorwiegend in nördliche Richtung und mündet in Thalheim Oberdorf beim Dorfplatz auf 450 m ü. M. in den Talbach. Im letzten Viertel wurde der Bach unter die Erde verlegt.

### Zuflüsse
- (Bach vom) Schlattsegg (rechts), 0,2 km
- (Bach vom) Buessge 1 (rechts), 0,4 km
- (Bach vom) Peterrai (rechts), 0,3 km
- (Bach vom) Biel (links), 0,3 km
- (Bach vom) Stig (rechts), 0,8 km